# Cestrum fragile
Cestrum fragile är en potatisväxtart som beskrevs av Francey. Cestrum fragile ingår i släktet Cestrum och familjen potatisväxter. Inga underarter finns listade i Catalogue of Life.